# Jette (Belgien)
Jette (tidligere Jette-Saint-Pierre /Sint-Pieters-Jette) er én af 19 kommuner i Bruxelles-regionen i Belgien. Det er en tosproglig kommune.
Jette ligger mod nordvest i hovedstadsregionen. De omliggende kommuner er Bruxelles, Molenbeek-Saint-Jean/Sint-Jans-Molenbeek, Koekelberg og Ganshoren, og udenfor regionen kommenerne Asse og Wemmel i Flandern.
Selv om kommunen har overvejende bybebyggelse, har den nogle skove og store parkanlæg (Poelbos, Laarbeekbos, Dielegem, Kong Balduin-parken). I Kong Balduin-parken ligger det store Hellig Kors-klosteret.